# 澄川町 (苫小牧市)
澄川町（すみかわちょう）は、北海道苫小牧市にある町名。
現行行政地名は澄川町一丁目から澄川町八丁目。住居表示実施済み。

## 地理
苫小牧市の西部に位置する。全体的に住宅街となっており、道道苫小牧環状線沿いには、商業施設が集積している。

## 歴史
1973年3月から錦岡鉄北東地区の区画整理事業が、苫小牧市錦岡土地区画整理組合により進められ、道道苫小牧環状線に商業系の土地利用が図られ、人口が増加し市街地が形成された。市は区画整理事業の完了に併せ、新町を設定する考えで準備を進めた。
市の原案は環状線を境に南北で二分割する考えで、南側はときわ町とした。北側は付近にあるはまなすゴルフ場から、「はまなす町」の案を出したが、ハマナスは海岸に咲くイメージが強く、丘陵地に近い地形に相応しい町名にと住民の反対があり、東側を流れる小糸井川にちなみ、「澄川町」に決定。
1977年4月16日、錦岡の一部を分離し、澄川町一丁目から澄川町六丁目を設置した。
1990年10月1日、住居表示が実施された。錦岡東地区を組み入れ、澄川町四丁目と五丁目とし、これまでの四丁目は六丁目、五丁目は七丁目、六丁目は八丁目に変更した。

## 世帯数と人口
2024年（令和6年）10月末現在の世帯数と人口は以下の通りである。
| 町丁         | 世帯数 | 人口 |
| ------------ | ------ | ---- |
| 澄川町一丁目 | 262    | 511  |
| 澄川町二丁目 | 273    | 489  |
| 澄川町三丁目 | 462    | 909  |
| 澄川町四丁目 | 522    | 1123 |
| 澄川町五丁目 | 708    | 1423 |
| 澄川町六丁目 | 450    | 870  |
| 澄川町七丁目 | 333    | 620  |
| 澄川町八丁目 | 333    | 713  |
| 計           | 3443   | 6548 |

## 小・中学校の学区
市立小・中学校に通う場合、学区は以下の通りとなる。
|              | 小学校               | 中学校               |
| ------------ | -------------------- | -------------------- |
| 澄川町一丁目 | 苫小牧市立澄川小学校 | 苫小牧市立緑陵中学校 |
| 澄川町二丁目 | 苫小牧市立澄川小学校 | 苫小牧市立緑陵中学校 |
| 澄川町三丁目 | 苫小牧市立澄川小学校 | 苫小牧市立啓明中学校 |
| 澄川町四丁目 | 苫小牧市立澄川小学校 | 苫小牧市立啓明中学校 |
| 澄川町五丁目 | 苫小牧市立澄川小学校 | 苫小牧市立啓明中学校 |
| 澄川町六丁目 | 苫小牧市立澄川小学校 | 苫小牧市立啓明中学校 |
| 澄川町七丁目 | 苫小牧市立澄川小学校 | 苫小牧市立緑陵中学校 |
| 澄川町八丁目 | 苫小牧市立澄川小学校 | 苫小牧市立緑陵中学校 |

## 交通

### 道路
- 北海道道781号苫小牧環状線

### バス
- 道南バスが市内線を運行している。

## 施設

### 一丁目
- 苫小牧市澄川町複合商業施設[10]
  - ヴィクトリアステーション 苫小牧澄川店[11]
  - メガネのプリンス 苫小牧店[12]
  - ツルハドラッグ 苫小牧澄川店[13]
  - イエローハット 苫小牧澄川店[14]
- フードD生鮮市場澄川店[15]

### 二丁目
- 札幌トヨペット 澄川店[16]
- コープの家族葬ウィズハウス苫小牧西斎場[17]
- コインランドリーゆとり工房澄川店
- 苫小牧市立澄川小学校[18]
- 苫小牧信用金庫 澄川支店[19]

### 三丁目
- マックスバリュ澄川町店[20]
- 苫小牧澄川郵便局[21]

### 四丁目
- ドコモショップ苫小牧バイパス店[22]
- 東日本フード 苫小牧営業部[23]
- セブン-イレブン 苫小牧澄川店[24]
- 味の大王 知新[25]

### 五丁目
- ファミリーマート 苫小牧澄川町店[26]

### 七丁目
- 社会医療法人延山会 苫小牧澄川病院[27]

### 八丁目
- セイコーマート 苫小牧澄川店[28]

## その他

### 日本郵便
- 郵便番号: 059-1271[2]（集配局：苫小牧郵便局[29]）。

### 警察
管轄する警察署、交番・派出所は以下の通りである。
| 丁目・字 | 警察署       | 交番・派出所 |
| -------- | ------------ | ------------ |
| 全域     | 苫小牧警察署 | 錦岡交番     |